# Vulcan Street Plant
Die  Vulcan Street Plant gilt als eines der ältesten Wasserkraftwerke der Welt, das Strom in ein Verteilnetz abgab und an mehrere Kunden verkaufte. Die Anlage wurde 1882 in Betrieb genommen und war die erste Wasserkraftanlage, die Edison-Generatoren einsetzte. Sie erzeugten Gleichstrom mit einer Spannung von 110 V bei einer Leistung von 12,5 kW.

## Geschichte
H.J. Rogers, der Präsident der Papierfabrik und der örtlichen Gasgesellschaft von Appletown in Wisconsin, war befreundet mit S.E. Jacobs, einem Vertreter der Western Edison Light Company. Diese Gesellschaft wurde 1882 von namhaften Geschäftsleuten aus Chicago gegründet mit dem Ziel, elektrische Beleuchtungssysteme in Chicago zu verkaufen und ein Kraftwerk mit Verteilnetz in der Stadt aufzubauen. Jacobs erzählte Rogers von der dampfbetriebenen Pearl Street Station in New York City, was Rogers auf die Idee brachte, in Appletown ein mit Wasserkraft betriebenes Kraftwerk am Fox River zu errichten. Rogers konnte mit seiner Idee die Besitzer eines Hüttenwerks und einen Bankier begeistern und gründete mit diesen zusammen die Appleton Edison Light Co.
Die Gesellschaft bestellte bei Edison zwei Generatoren Typ K, von denen der erste in der Papierfabrik im Holländer-Saal aufgestellt wurde, wo er vom Antrieb der Holländer mit angetrieben wurde. Wegen der unterschiedlichen Belastung der Holländer schwankte die Drehzahl des Generators und damit die Spannung, sodass die Glühlampen keine gleichmäßige Helligkeit abgaben, sondern mal heller, mal dunkler leuchteten. Manchmal stieg die Spannung so weit an, dass die Glühlampen durchbrannten.
Der Generator wurde deshalb in einem kleinen Anbau am Verwaltungsgebäude untergebracht, wo er von einem eigenen Wasserrad angetrieben wurde. Der zweite Generator war ursprünglich in der Vulcan-Papierfabrik auf der anderen Stadtseite aufgestellt, die Besitzer beschlossen aber schnell, die beiden Generatoren in einem eigenen Holzschuppen zwischen den beiden Fabriken aufzustellen.
Im Dezember 1882 gab es in Appleton drei oder mehr Wohnhäuser, fünf oder sechs Fabriken und ein Hüttenwerk mit elektrischem Licht. Die örtliche Zeitung berichtete, dass Appleton damals mehr elektrisch beleuchtete Häuser hatte als jede andere Stadt in den USA.
Die Kunden zahlten eine Pauschale pro Lampe und Monat. Wurde die Lampe die ganze Nacht genutzt, waren dies 1,20 US-Dollar pro Monat, was inflationsbereinigt ungefähr 30 Dollar im Jahr 2019 entsprach. Wurde die Lampe nur bis 22 Uhr benutzt, betrug die Pauschale 84 Cents. Am Anfang nahmen die Betreiber des Kraftwerkes pro Monat knapp 300 $ ein.
Im Jahre 1886 war das Kraftwerk bereits zu klein. Es mussten zwei größere Generatoren gekauft werden, die in einem neuen zentralen Gebäude aufgestellt wurden, auch die beiden vorhandenen Generatoren wurden in die neue Zentrale gebracht. Im gleichen Jahr wurde auch eine elektrische Straßenbahn in Appleton in Betrieb genommen, die bis 1930 verkehrte.

## Technik
Die Generatoren vom Edison Typ K wurden über Riemen angetrieben. Jeder Generator genügte für den Betrieb von 250 Glühlampen mit je sechs Kerzenstärken, was einer Leistung von 12,5 kW entsprach. Die Klemmenspannung betrug 110 V. Es gab keine Messgeräte oder Anzeigen in der Anlage, Die Bediener regelten die Anlage nach Augenmaß, indem sie die Helligkeit der Glühlampen beobachteten. Das Kraftwerk war von der Abenddämmerung bis zur Morgendämmerung in Betrieb, somit begannen alle Glühlampen gemeinsam zu leuchten, sobald das Kraftwerk angelassen wurde.
Die Stromleitungen waren mit blanken Kupferdrähten ausgeführt, sodass es am Anfang viele Kurzschlüsse gab, besonders wenn bei windigem Wetter Äste auf die Leitungen stürzten. Die Anlage musste dann vollständig abgeschaltet und der Fehler gesucht werden. Das dauerte manchmal eine Stunde, aber manchmal auch einen Tag. Während dieser Zeit gab es dann kein elektrisches Licht.

## Geschichtliche Einordnung
Die Vulcan Street Plant war nicht die erste Anlage, die mit Wasserkraft Strom erzeugte. In England ging bereits 1878 die Anlage in Cragside in Betrieb, sie diente der Beleuchtung eines Landhauses und versorgte bis 1880 lediglich eine einzige Kohlebogenlampe.